# طفس
طفس (به عربی: طفس) یک روستا در سوریه است که در استان درعا واقع شده‌است. طفس ۳۲٬۲۳۶ نفر جمعیت دارد.